# Нововоронцовский поселковый совет (Нововоронцовский район)
Нововоронцовский поселковый совет (укр. Нововоронцовська селищна рада) — входит в состав
Нижнесерогозского района
Херсонской области
Украины.
Административный центр поселкового совета находится в 
пгт Нововоронцовка
.

## Населённые пункты совета
- пгт Нововоронцовка